# Franz Jung (Dirigent)
Franz Jung (* 1899; † 25. Oktober 1978) war ein deutscher Pianist, Musikerzieher und Dirigent.

## Leben und Wirken
Jung begann seine Karriere als Solorepetitor an der Dresdner Staatsoper. Auf Grund der von ihm dort mit großem Erfolg geleiteten Aufführung des Fliegenden Holländers von Richard Wagner wurde Franz Jung im Jahr 1924 am Stadttheater in Erfurt als 1. Kapellmeister nach Erfurt verpflichtet.
Noch im Alter von 25 Jahren wurde er zum Generalmusikdirektor des Stadttheaters Erfurt berufen. Er wirkte dort bis zu seiner Berufung an die Dresdner Philharmonie durch Heinz Bongartz. In Erfurt war Kurt Masur unter ihm 1. Kapellmeister. In Dresden war Masur sein Nachfolger ab 1955. 
Jung übernahm Gastdirigate, u. a. in Weimar, Belgrad (1943) und Rostock und unterrichtete als Professor an den Landeskonservatorien bzw. Musikhochschulen in Erfurt, Leipzig und Weimar. Schüler waren unter anderen Dieter Zechlin (Komponist), Eduard Lehmstedt (späterer Musikdirektor des Deutschen Nationaltheaters Weimar), Kurt Dietmar Richter und Siegfried Thiele.
Franz Jung war Mitglied der Akademie gemeinnütziger Wissenschaften zu Erfurt.

## Erstaufführungen
- Paul Hindemith: Hin und zurück (1928)[8]
- Paul Hindemith: Neues vom Tage (1929)[9]
- Ottmar Gerster: Enoch Arden – Der Möwenschrei (1938)[10]